# Çulhalı (Hekimhan)
Çulhalı ist ein Dorf des Landkreises Hekimhan der türkischen Provinz Malatya. Es liegt etwa 1500 Meter über dem Meeresspiegel.